# Freddy Vava
Freddy Vava (Port Vila, 25 de noviembre de 1982) es un futbolista vanuatuense que juega como mediocampista en el Tafea FC.

## Carrera
Debutó en 1999 en el Tafea FC y jugó allí hasta 2003, cuando fue fichado por el Amicale FC, sin embargo, su club original, el Tafea volvió a incorporarlo en 2006. Juega allí actualmente.

### Clubes
| Club       | País    | Año               |
| ---------- | ------- | ----------------- |
| Tafea FC   | Vanuatu | 1999 - 2003       |
| Amicale FC | Vanuatu | 2003 - 2006       |
| Tafea FC   | Vanuatu | 2006 - actualidad |

### Selección nacional
Fue uno de los referentes de Vanuatu hacia 2012. Jugó 27 partidos por competiciones FIFA y 2 partidos amistosos en los que convirtió 2 goles.